# 妹尾兼康

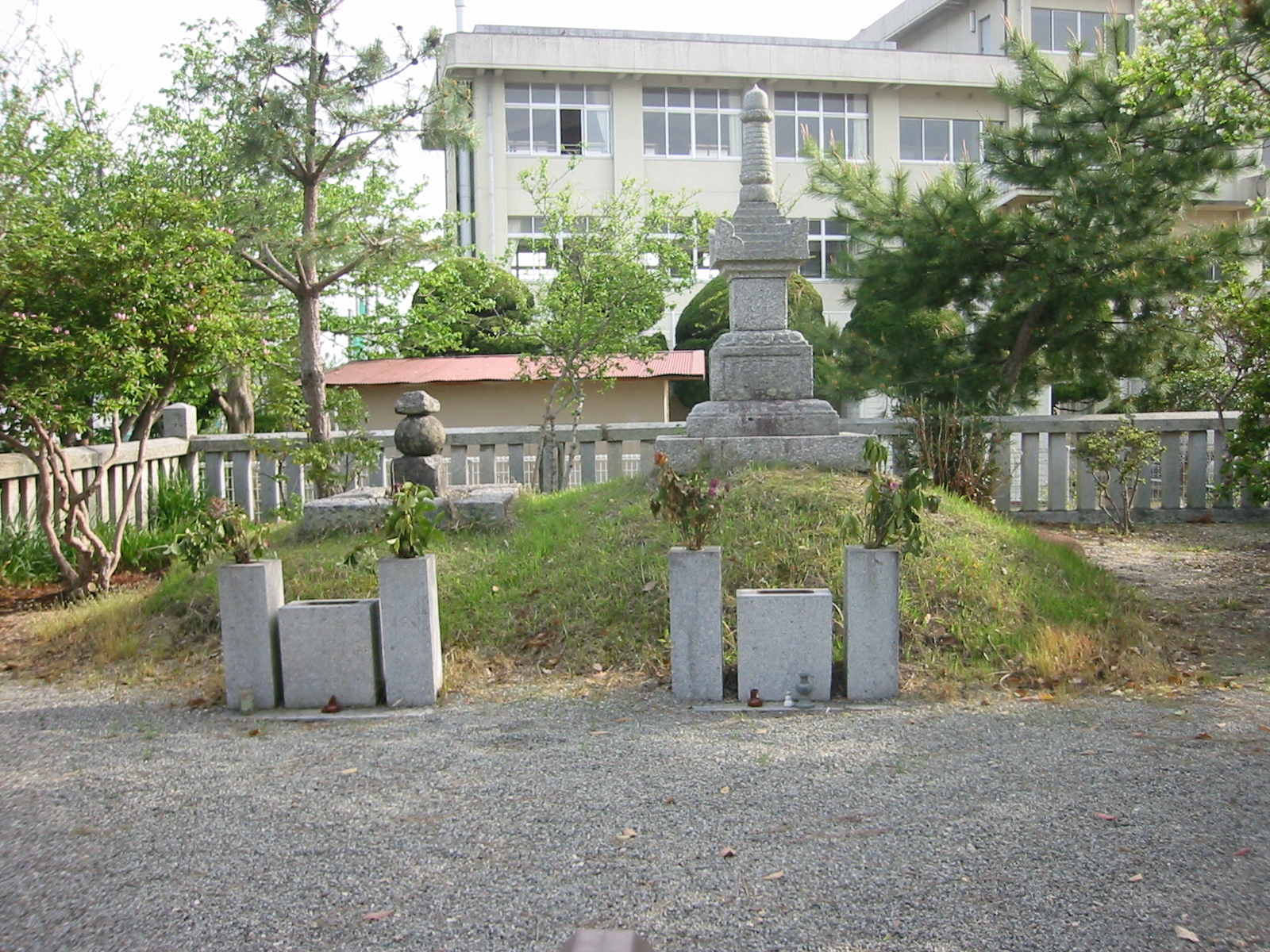
妹尾兼康の墓（岡山市吉備津）

妹尾 兼康（せのお かねやす、保安4年（1123年） - 寿永2年閏10月12日（1183年11月28日））は、平安時代末期の平氏方の武将。瀬尾兼康とも呼ばれる。通称は太郎。

## 生涯
出生については謎が多く、保延2年(1136年)3月18日に鳥羽上皇とその官女であった妹尾保子との間に京都八条の平忠盛邸にて生まれたという説や、大治元年(1126年)3月18日に生まれたという説などがある。
早くから平氏に仕え、『保元物語』『平治物語』『平家物語』などに平家方の侍としてその名が記されている。
治承4年（1180年）には南都で蜂起した僧兵たちの鎮圧を任せられたが、本格的な武装を禁じられたため多くの死傷者を出した。このことが後に平重衡らによる南都焼討へとつながっている。その後寿永2年（1183年）の倶利伽羅峠の戦いに平家方で参戦するも、源義仲軍に敗れてその捕虜となる。
しかし、備前国で逃亡を図り、監視役の倉光次郎成氏を殺害し、2000人もの兵を集めて福隆寺縄手・笹の迫に立てこもって義仲に反旗を翻す。成氏の兄・倉光三郎成澄を討ち取るなど奮戦したが、そこでも敗れて敗走。その後、肥満の為自分で身体を動かす事ができない嫡子・妹尾宗康を助けるために引き返すが、備中国板倉宿付近（現・岡山県岡山市北区吉備津）で討たれた。源義仲をして、「あっぱれ剛の者かな。是をこそ一人當千（とうぜん）の兵（つわもの）ともいふべけれ」と言わしめたという（福隆寺縄手の戦い）。

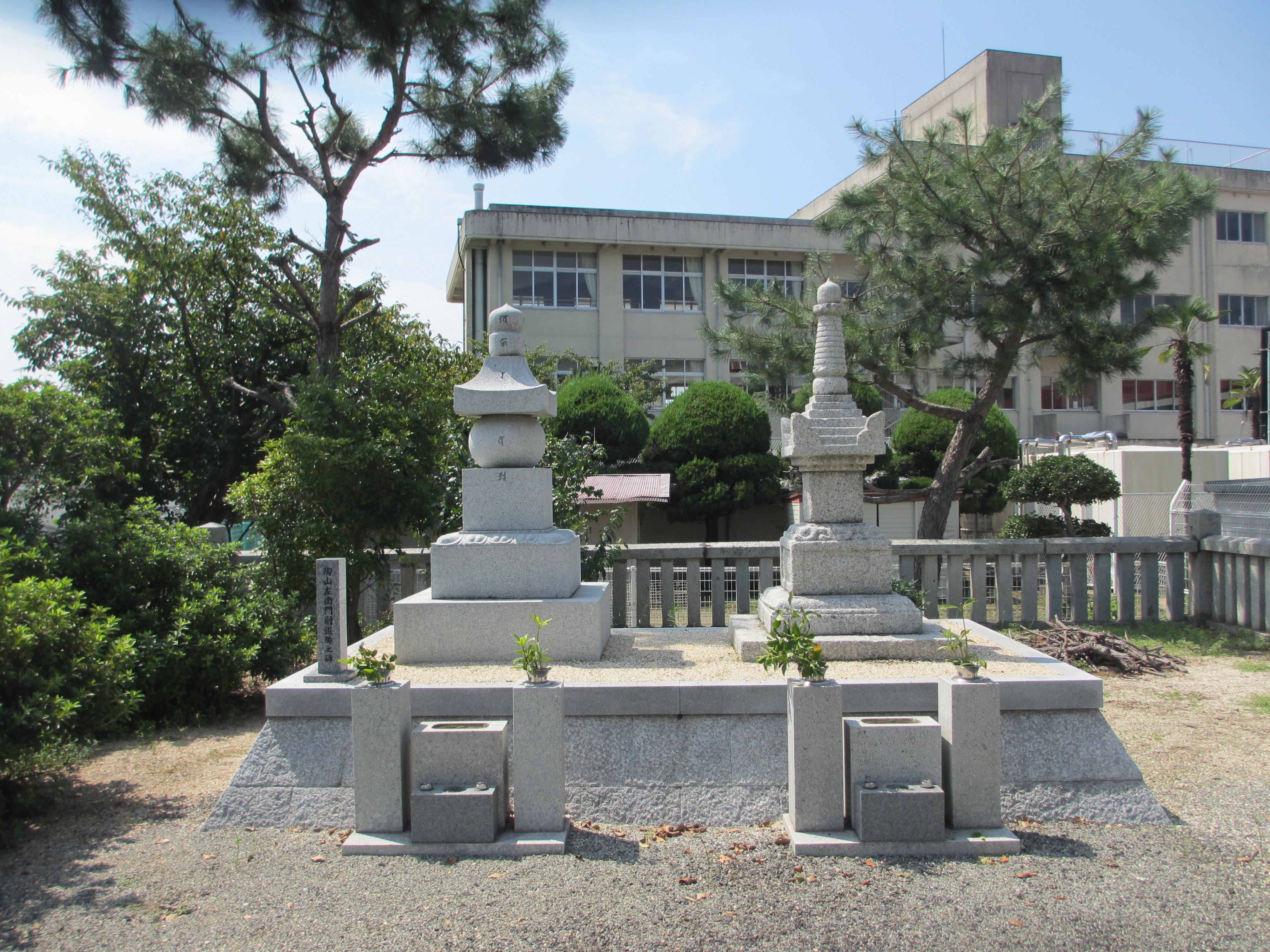
妹尾太郎兼康公墓 岡山市北区吉備津1444鯉山小学校門手前2019時点整備後

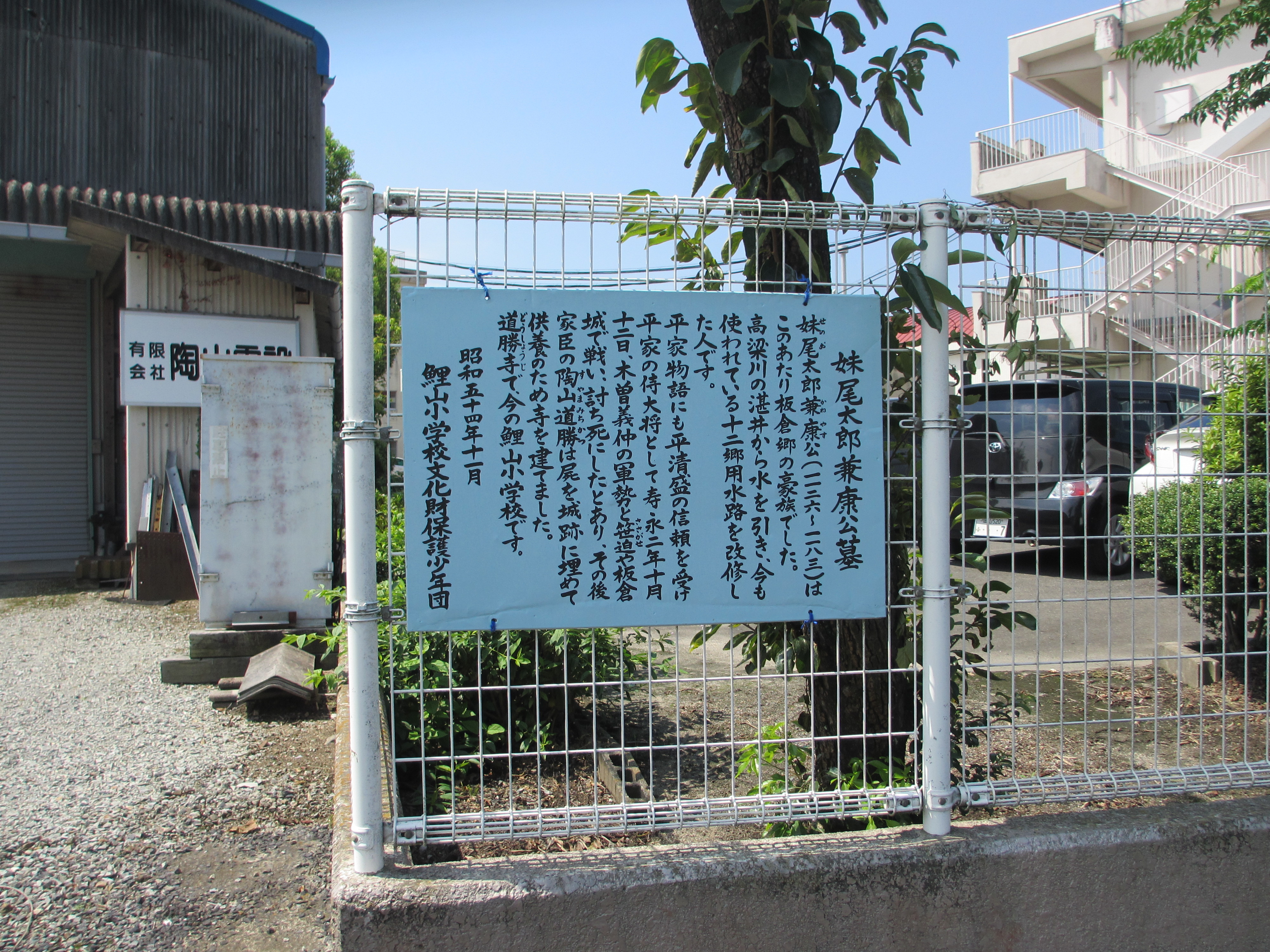
妹尾太郎兼康公墓説明板 墓所手前柵、看板の会社は陶山氏の子孫の方

## 経歴
| 和暦   | 西暦 | 月日(旧暦) | 内容                                     | 出典        | その他                        |
| ------ | ---- | ---------- | ---------------------------------------- | ----------- | ----------------------------- |
| 大治元 | 1126 | 3月18日    | 生誕                                     | [ 1 ]       | 保延2年(1136年)とする説もあり |
| 保延4  | 1138 |            | 平清盛に近仕。                           | [ 1 ]       |                               |
| 永治元 | 1141 |            | 妹尾郷を受領。                           | [ 1 ]       |                               |
| 保元元 | 1156 |            | 保元の乱に従軍。                         | [ 1 ]       |                               |
| 平治元 | 1159 |            | 平治の乱に従軍。                         | [ 1 ]       |                               |
| 承安3  | 1173 |            | 近江国野州の水路が完成。                 | [ 2 ] [ 3 ] |                               |
| 治承4  | 1180 |            | 大和検非所長官に任命される。             | [ 1 ]       |                               |
| 寿永2  | 1183 |            | 一二ヵ郷用水路完成。                     | [ 1 ]       |                               |
| 寿永2  | 1183 | 5月17日    | 倶利伽羅峠の戦いで捕虜となる。           | [ 1 ]       |                               |
| 寿永2  | 1183 | 10月14日   | 板倉・轟橋にて嫡子・妹尾宗康と共に討死。 | [ 1 ]       |                               |

## 墓所
兼康の遺骸は郎従の陶山道勝によって葬られ、その場所に道勝寺が建立されたが、明治初年に廃寺となり、その跡地は現在岡山市立鯉山小学校となっている。

## 『平家女護島』「俊寛」
近松門左衛門の人形浄瑠璃、『平家女護島』の二段目「俊寛」には、妹尾兼康が悪役として登場する。